# Bolin (segling)

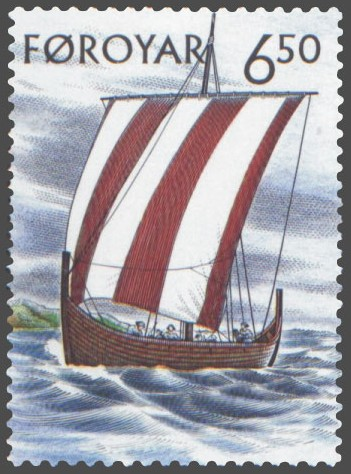
Vikingaskepp med bolin ledd från seglets lik (kant) till förstäven. Här används en hanfot som fördelar kraften över en längre del av liket.

Bolin (från medelnedertyska pluralis bolinen, holländska boelijn eller engelska bowline; tidigare boglina) är en anordning med ett eller flera rep som används på råsegel för att sträcka upp lovarts lik, den kant av seglet som vetter mot vinden . Till skillnad från halsarna och skoten, som är fästa i seglets horn (hörn) och används för att justera segelvinkeln i förhållande till vindriktningen, är bolinerna fästa längs med liket för att seglet ska fånga mer vind. De förhindrar även seglet från att slå back om rorsmannen skulle råka gå för högt i vind .
Vid undanvindssegling kan bolinerna släppas, därav uttrycket att något går för lösa boliner: vind för våg, på Guds försyn eller utan (försök till) kontroll eller beräkning. Uttrycket kan anspela på att segla dit vinden för en (i storm kan det vara lättare än att segla på andra kurser eller att ligga bi) eller faran att få back i seglet vid ett vindkast.